# Willis Halaholo
Pas d'image ? Cliquez ici

a Compétitions nationales et continentales officielles uniquement.

b Matchs officiels uniquement.
Dernière mise à jour le 26 octobre 2024.
Willis Halaholo, né le 6 juillet 1990 à Auckland (Nouvelle-Zélande), est un joueur de rugby à XV international gallois d'origine néo-zélandaise et tongienne, évoluant au poste de centre.

## Carrière

### En club
Willis Halaholo commence sa carrière avec les clubs amateurs de Grammar Carlton, Silversale, puis Suburbs dans le championnat de la région d'Auckland. Ne parvenant à percer au niveau provincial, il décide de rejoindre en 2013 le club de Woodsland dans le championnat de Southland.
Il fait ses débuts professionnels au sein de la province de Southland en NPC (championnat des provinces néo-zélandaises). Il s'impose rapidement comme un titulaire au poste de centre de cette province, avec qui il dispute trente-deux rencontres en trois saisons. 
En novembre 2014, il est retenu dans l'effectif de la franchise des Hurricanes pour disputer la saison 2015 de Super Rugby. Il fait ses débuts le 23 mai 2015 en tant que remplaçant face aux Blues. Il ne joue que trois rencontres lors de sa première saison, en raison de la présence des inamovibles Ma'a Nonu et Conrad Smith au centre de l'attaque des Hurricanes.
Lors de la saison 2016, il profite du départ de Nonu et Smith pour s'imposer petit à petit au poste de premier centre, disputant quinze rencontres. Il est titulaire lors de la finale que son équipe remporte face aux Lions. En 2016 également, il change de province pour rejoindre Waikato, afin de se rapprocher de sa famille restée à Auckland.
Après deux saisons avec les Hurricanes, il signe un contrat de trois saisons avec la province galloise des Cardiff Blues qui évolue en Pro 12 en 2016,. En mars 2019, après trois saisons accomplies, il prolonge son contrat pour une longue durée. À la fin de la saison 2022-2023, alors qu'il vient de subir une grave blessure la cheville qui doit l'écarter des terrains pour une durée de six à douze mois, il voit son contrat avec Cardiff expirer, et quitte le club,. Après plusieurs mois sans club, il rejoint à nouveau Cardiff en octobre 2023, lorsqu'il signe un contrat court avec la province. Convaincant lors de son retour, il prolonge en janvier 2024 son contrat jusqu'à la fin de la saison en cours.
Une nouvelle fois non-conservé par Cardiff, il fait son retour en Nouvelle-Zélande dans la foulée, et s'engage avec la province de Bay of Plenty pour la saison 2024 de NPC,. Son équipe termine la saison à une place de finaliste, après une défaite face à Wellington.

### En équipe nationale
Willis Halaholo joue avec la sélection scolaire néo-zélandaise (en) en 2007, évoluant aux côtés de joueurs comme Julian Savea, Tawera Kerr-Barlow ou Charlie Ngatai,.
Bien que né en Nouvelle-Zélande, Halaholo est d'origine tongienne par ses parents et a ainsi pu évoluer avec l'équipe des Tonga -20 ans lors du championnat du monde 2009,.
Sélectionnable avec le pays de Galles grâce à ses trois années passées sur le territoire gallois, il est sélectionné en novembre 2019 par Wayne Pivac pour affronter les Barbarians, mais doit finalement déclarer forfait en raison d'une blessure au genou,.
Il est rappelé en sélection en février 2021 pour disputer le Tournoi des Six Nations. Il connaît sa première cape le 13 février 2021 contre l'Écosse.

## Palmarès

### En franchise et province
- Vainqueur du Super Rugby en 2016 avec les Hurricanes.
- Vainqueur du Challenge européen en 2018 avec les Cardiff Blues.
- Finaliste du National Provincial Championship en 2024 avec Bay of Plenty.

### En sélection
- Vainqueur du Tournoi des Six Nations en 2021.